# Campionats del món de ciclocròs de 1965
Els Campionats del món de ciclocròs de 1965 foren la setzena edició dels mundials de la modalitat de ciclocròs i es disputaren el 14 de febrer de 1965 a Cavaria con Premezzo, Llombardia, Itàlia. La competició consistí en una única cursa masculina.

## Resultats
| Prova                | Or                    | Or      | Plata                | Plata | Bronze                    | Bronze   |
| Cursa elit masculina | Renato Longo · Itàlia | 58' 23" | Rolf Wolfshohl · RFA | + 13" | Amerigo Severini · Itàlia | + 1' 21" |

## Classificació de la prova masculina elit
| Pos. | Ciclista         | País          | Temps    |
| ---- | ---------------- | ------------- | -------- |
|      | Renato Longo     | Itàlia        | 58' 23"  |
|      | Rolf Wolfshohl   | RFA           | + 13"    |
|      | Amerigo Severini | Itàlia        | + 1' 21" |
| 4    | Roger De Clercq  | Bèlgica       | + 2' 09" |
| 5    | Amelio Mendijur  | Espanya       | + 3' 06" |
| 6    | Albert Van Damme | Bèlgica       | + 3' 32" |
| 7    | Pierre Bernet    | França        | + 3' 45" |
| 8    | Léon Scheirs     | Bèlgica       | + 3' 46" |
| 9    | Joseph Mahé      | França        | + 3' 50" |
| 10   | Huub Harings     | Països Baixos | + 4' 26" |

## Medaller
| Posició | País   | Or | Plata | Bronze | Total |
| 1       | Itàlia | 1  | 0     | 1      | 2     |
| 2       | RFA    | 0  | 1     | 0      | 1     |